# كينيث موريس
كينيث موريس (بالإنجليزية: Kenneth Morris)‏ هو سياسي أسترالي، ولد في 22 أكتوبر 1903 في بريزبان في أستراليا، وتوفي في 1 يونيو 1978 في Chermside, Queensland ‏ في أستراليا. نشط حزبياً في الحزب الليبرالي الأسترالي. وقد انتخب Deputy Premier of Queensland ‏ وانتخب عضو مجلس الشيوخ الأسترالي ‏ عن دائرة كوينزلاند (30 نوفمبر 1963 – 30 يونيو 1968) وانتخب عضو المجلس التشريعي ولاية كوينزلاند.